# Pehr Gustaf Broman
Pehr Gustaf Broman, född 4 juli 1811 i Hummelbro i Estuna församling i Uppland, död 10 oktober 1867 i Dalarö församling i Södermanland, var en svensk läkare och jägare.

## Biografi
Pehr Gustaf Broman var son till Erik Gustaf Broman och Märtha Palm. Han var bland annat verksam som garnisonsläkare på Dalarö utanför Stockholm. Han är känd för att ha skrivit boken Anteckningar öfver jagt och skjutkonst.

### Fotnoter
1. ↑  Estuna församlings födelsebok.
2. ↑  Dalarö församlings dödbok.
3. ↑  Wistrand, August Timoleon (1855). Sundhets-collegii underdåniga berättelse om kolerafarsoten i Sverge år 1853. Stockholm. sid. 165. Libris 2152344